# قوطی آلومینیوم

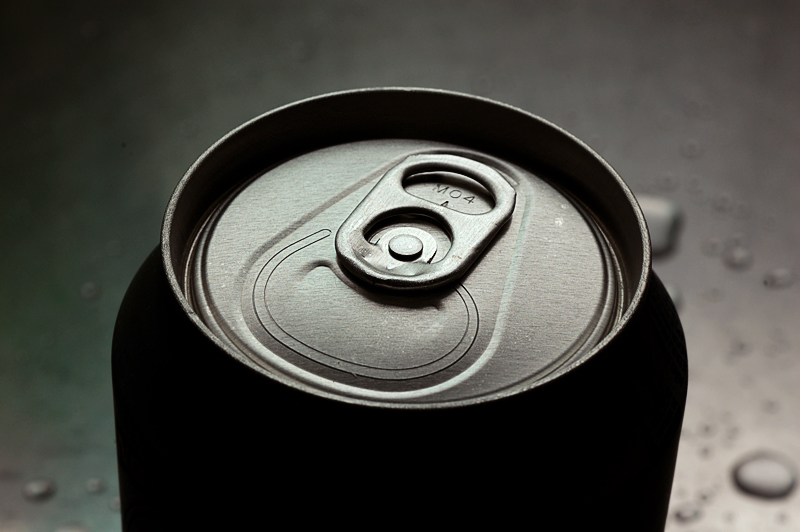
قوطی نوشیدنی آلومینیومی با دهانهٔ آسان باز شونده

قوطی آلومینیومی (به انگلیسی: Aluminium Can)، که گاه به اشتباه با عنوان «قوطی» از آن یاد می‌شود، یک ظرف یک‌بار مصرف برای بسته‌بندی است که در درجه اول از آلومینیوم ساخته شده‌است. این ماده معمولاً برای غذاها و نوشیدنی‌هایی مانند آبجو، لوبیا پخته و سوپ و همچنین برای محصولاتی مانند روغن، مواد شیمیایی و مایعات دیگر نیز استفاده می‌شود. تولید جهانی سالانه ۱۸۰ میلیارد عدد می‌باشد و بیشترین میزان استفاده مجدد از آلومینیوم را در سطح جهان تشکیل می‌دهد.

## طریقه استفاده
استفاده از آلومینیوم در قوطی‌ها از سال ۱۹۵۷ آغاز شد. . آلومینیوم قابلیت شکل‌پذیری بیشتری را ایجاد می‌کند و در نتیجه باعث سهولت در تولید آن می‌شود. این امر باعث ایجاد قوطی دو تکه می‌شود، در حالیکه تمام قسمت بالای قوطی به جای اینکه از دو تکه فولاد ساخته شود، فقط از یک قطعه آلومینیوم جدا می‌شود. قسمت داخلی قوطی با روکش اسپری با لاک اپوکسی یا پلیمر پوشانده شده‌است تا از آلومینیوم در برابر خوردن محتویات اسیدی مانند نوشابه‌های گازدار و انتقال طعم فلزی به نوشیدنی محافظت شود. اپوکسی ممکن است حاوی بیسفنول ای باشد. یک برچسب مستقیماً در کنار قوطی چاپ می‌شود یا به قسمت خارج از سطح منحنی مانند قوطی چسبانده می‌شود و حاکی از محتوای آن است.
بیشتر قوطی‌های آلومینیومی از دو قطعه ساخته شده‌اند. قسمت زیرین و بدنه «کشیده» یا «کشیده و صاف‌شده» از یک صفحه صاف یا فنجان کم عمق است. پس از پر کردن، «قسمت پایانی» روی قسمت بالای قوطی بسته می‌شود. این توسط یک ترکیب آب‌بندی تکمیل می‌شود تا اطمینان حاصل شود که در قسمت بالا نفوذ هوا ممکن نباشد.
مزایای استفاده از قوطی‌های آلومینیومی نسبت به فولاد (قلع) عبارت است از.
- وزن سبک‌تر
- هزینه رقابتی
- استفاده از آلومینیوم با باز کن آسان: نیازی به ابزار قوطی‌بازکن نیست.
- ظاهر تمیز
- عدم زنگ زدن آلومینیوم

آسان باز کن آلومینیوم برای قوطی‌های نوشیدنی توسط آلکوا در سال ۱۹۶۲ برای شرکت Brewing Pittsburgh ساخته شد و اکنون تقریباً در تمام بازارهای قوطی آبجو و سایر نوشیدنی‌ها استفاده می‌شود.

## بازیافت آلومینیوم

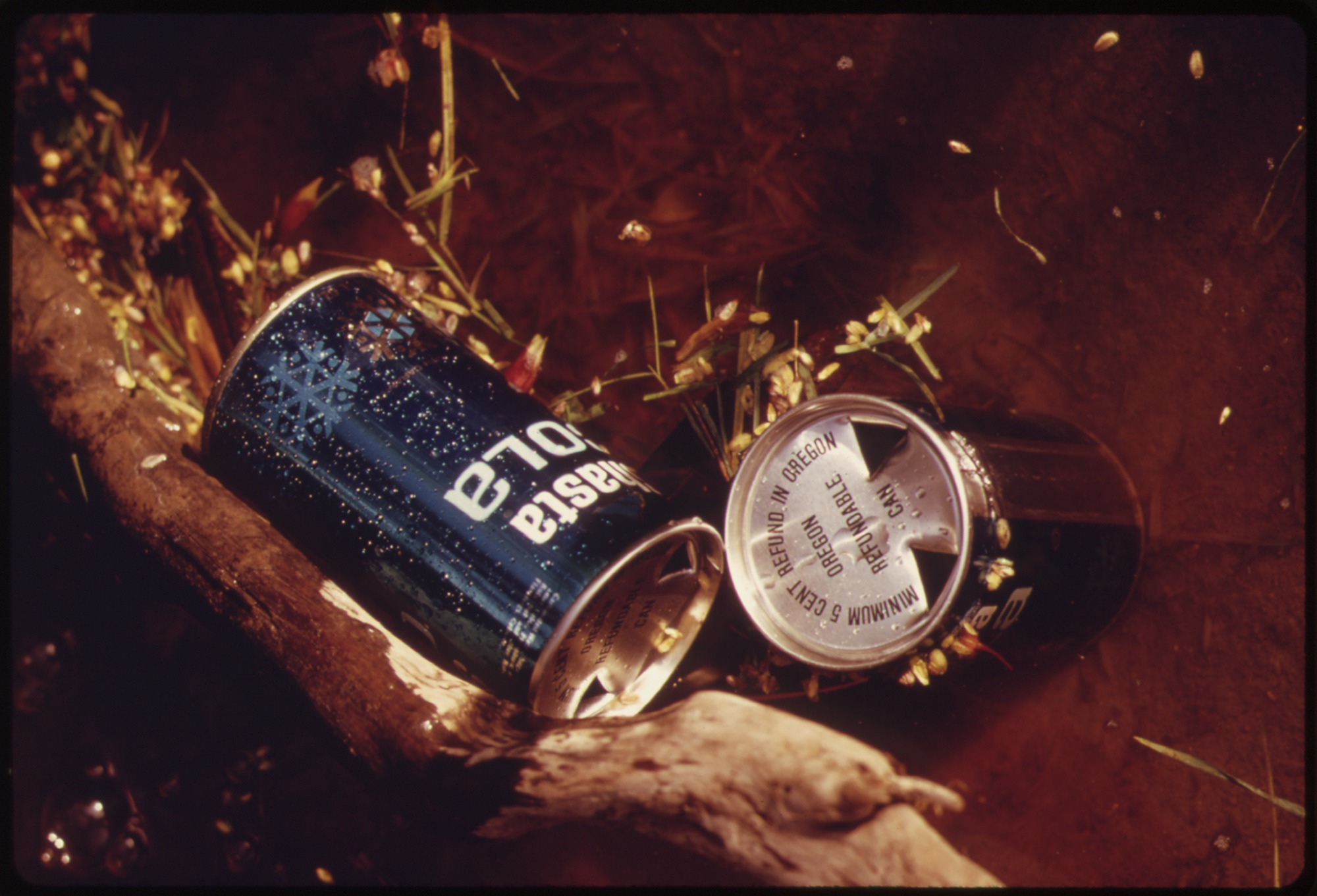
قوطی‌های نوشیدنی آلومینیومی دورانداخته‌شده

قوطی‌های آلومینیومی را می‌توان با آلومینیوم بازیافت شده ساخت. در سال ۲۰۱۷، ۳٫۸ میلیون تن آلومینیوم در ایالات متحده تولید شد که از این تعداد ۰٫۶۲ میلیون تن بازیافت شد، پس میزان بازیافت ۱۶٪ می‌باشد. براساس برآوردهای انجمن آلومینیوم، مقدار زیادی آلومینیوم در ایالات متحده غیر بازیافت باقی مانده‌است، جایی که تقریباً ۷۰۰ میلیون دلار قوطی در محل‌های دفن زباله ختم می‌شود. در سال ۲۰۱۲، ۹۲٪ قوطی‌های نوشیدنی آلومینیومی که در سوئیس فروخته می‌شدند، بازیافت شدند. قوطی، بازیافت‌شده‌ترین محصول از جنس آلومینیوم، با نرخ ۶۹٪ در سراسر جهان است.
طبق گفتهٔ شرکت آلومینیوم آلکوا، در سال ۲۰۱۵ حدود ۳۴ قوطی برای دستیابی به وزن یک پوند مورد نیاز است. فرض بی‌اساس این است که اکثر این قوطی‌های معمولی ۱۲ اونسی هستند. بازیافت در Pensacola ،FL همچنین گزارش داد که قیمت پرداخت‌شده برای قوطی‌های آلومینیومی، براساس قیمت منتشر شده آلومینیوم در بازار کالاها متفاوت است. قیمت کالا تنها عامل تعیین‌کننده آنچه پرداخت می‌کردند. برخی مراکز بازیافت قیمت کمی بالاتر (بطور معمول ۲ سنت) برای ۱۰۰ پوند یا بیشتر قوطی پرداخت می‌کنند، در حالی که برخی دیگر بدون توجه به وزن ارسال شده، همان قیمت را پرداخت می‌کنند.
یک مسئله این است که قسمت بالای قوطی از ترکیبی از آلومینیوم و منیزیم ساخته شده تا استحکام آن افزایش یابد. هنگامی که قوطی برای بازیافت ذوب می‌شود، این مخلوط برای بالا یا پایین/کنار قوطی مناسب نیست. به جای اینکه فلز بازیافت شده را با آلومینیوم بیشتری (برای نرم کردن آن) یا منیزیم (برای سخت کردن آن) مخلوط کنید، یک رویکرد جدید از بازپخت برای تولید آلیاژ استفاده می‌کند که برای هر دو کار می‌کند.
قوطی آلومینیوم همچنین با ارزش متوسط بازیافت در سطل قابل بازیافت باارزش‌ترین ماده قابل بازیافت محسوب می‌شود. تخمین زده می‌شود که آمریکایی‌ها تقریباً ۱ میلیارد دلار در سال از آلومینیوم تلف شده دور می‌اندازند. صنعت آلومینیوم تقریباً ۸۰۰ میلیون دلار در سال برای آلومینیوم بازیافت شده پرداخت می‌کند زیرا بسیار متنوع است.
از آنجا که از مزایای بسته‌بندی آلومینیوم (عمر انباری، دوام، ضریب درجه مواد غذایی) نسبت به پلاستیک، گزینه‌ای جایگزین برای بطری‌های پی‌ئی‌تی محسوب می‌شود و امکان جایگزینی اکثر آن‌ها در دهه‌های بعدی وجود دارد.